# Andrés Diego Torrejón García
Andrés Diego Torrejón García (Móstoles, 30 de novembre de 1736- id. 17 de agost de 1812) va ser alcalde de la vila de Móstoles, el 2 de maig de 1808, juntament amb Simón Hernández, va firmar el conegut "Bando de Independencia", redactat per Juan Pérez Villamil, que alertava sobre la massacre comesa en Madrid per les tropes napoleòniques i que exhortava a auxiliar la capital, incitant a les autoritats i al poble a armar-se contra les tropes franceses. Va morir a Móstoles, l'any 1812, juntament a 190 persones de gana. Va ser enterrat a la capella de la Soledad de la esglesia de Nuestra Señora de la Asunción (Móstoles) el 1817 juntament amb la seva dona, Claudia Manrique. Amb el temps, les alteracions de la estructura de la esglesia varen convertir la capella en la sacristia romanent allà les restes d'Andrés Torrejón en un armari fins al 12 de setembre de 1981, en que foren traslladades a la seva ubicació actual a la capilla de la parroquia.

El text del ban que va iniciar la Guerra de la Independència és el següent:
| «                                 | Señores justicias de los pueblos a quienes se presentare este oficio, de mi el alcalde ordinario de la villa de Mostoles. Es notorio que los franceses apostados en las cercanías de Madrid, y dentro de la Corte, han tomado la ofensa sobre este pueblo capital y las tropas españolas; por manera que en Madrid está corriendo a estas horas mucha sangre. Somos españoles y es necesario que muramos por el rey y por la patria, armándonos contra unos perfidos que, so color de amistad y alianza, nos quieren imponer un pesado yugo, después de haberse apoderado de la augusta persona del rey. Procedan vuestras mercedes, pues, a tomar las más activas providencias para escarmentar tal perfidia, acudiendo al socorro de Madrid y demás pueblos, y alistándonos, pues no hay fuerza que prevalezca contra quien es leal y valiente, como los españoles lo son. Dios guarde a vuestras mercedes muchos años. Mostoles, dos de Mayo de mil ochocientos ocho. | » |
| — Andres Torrejon Simon Hernández | |   |

Va ser fet presoner, juntament amb Simón Hernández, varen ser portats en presència del general Murat per haver firmat aquell ban de contingut sediciós. Tot i que varen ser condemnats a la pena capital, no varen ser executats, ja que varen pagar una fiança de més de 30000 reals, dient que varen firmar el ban per què un desconegut comandant unes tropes els va obligar a estampar la firma en el document la tarde del 2 de maig.